# Bambule (album)
Bambule je třetí album skupiny Sto zvířat z roku 1998.

## Seznam skladeb
1. Podpaží
2. Parník
3. Oči skleněný
4. Vodní postel
5. Rozpočítadlo
6. Chlápek
7. Dej si hlavu na můj polštář
8. Karneval
9. Chleba
10. Automat
11. Soused-ska
12. Krást
13. Dvojčata
14. Osvobození
15. U sklenice
16. Smrtihlav
17. Irská